# Amomum dampuianum
Amomum dampuianum là một loài thực vật có hoa trong họ Gừng. Loài này được Thomas V. P., Mamiyil Sabu và Lalramnghinglova H. mô tả khoa học đầu tiên năm 2013.

## Phân bố
Loài này được tìm thấy tại Mizoram và Assam, Ấn Độ.